# Cyrtomaia goodridgei
Cyrtomaia goodridgei is een krabbensoort uit de familie van de Inachidae. De wetenschappelijke naam van de soort is voor het eerst geldig gepubliceerd in 1900 door McArdle.